# Jens Asendorpf
Jens Asendorpf (* 26. Oktober 1950 in Marburg/Lahn) ist ein deutscher Psychologe.
Asendorpf studierte von 1969 bis 1973 Mathematik und Informatik an der Christian-Albrechts-Universität zu Kiel und der TU Berlin. Anschließend studierte er von 1974 bis 1978 Psychologie an der Philipps-Universität Marburg und der Justus-Liebig-Universität Gießen. Sein Promotionsstudium in Psychologie absolvierte er an der Yale University in New Haven und der Universität Gießen. Von 1969 bis 1981 war er Stipendiat der Studienstiftung des deutschen Volkes. Von 1982 bis 1994 war Asendorpf Mitarbeiter am Max-Planck-Institut für psychologische Forschung.
Von 1994 bis 2014 war er Professor für Persönlichkeitspsychologie an der Humboldt-Universität zu Berlin. Von 2005 bis 2008 war Asendorpf Herausgeber des European Journal of Personality Psychology. Von 2008 bis 2010 war er Direktor des Instituts für Psychologie der Humboldt-Universität zu Berlin. Von 2010 bis 2012 war Asendorpf Präsident der European Association of Personality Psychology. Er ist Herausgeber des Gebiets Persönlichkeitspsychologie und Differentielle Psychologie im Lexikon der Psychologie (20. Aufl., 2021).
Seit 2014 ist er im Ruhestand. 2016 erhielt Asendorpf den Lifetime Achievement Award der European Association of Personality Psychology.

## Schriften
- Persönlichkeit: was uns ausmacht und warum. Springer, Berlin 2018, ISBN 978-3-662-56105-8.[1]
- Persönlichkeitspsychologie – für Bachelor. Springer, Berlin 2009, ISBN 978-3-642-01030-9.
  - 5. überarbeitete und aktualisierte Auflage. Springer, Berlin u. a. 2024, ISBN 978-3-662-68450-4.
- (Hrsg.): Soziale, emotionale und Persönlichkeitsentwicklung (= Enzyklopädie der Psychologie. Entwicklungspsychologie. Band 3). Hogrefe, Göttingen u. a. 2005, ISBN 3-8017-0588-9.
- mit Rainer Banse und Franz: Psychologie der Beziehung. Huber, Bern 2000, ISBN 3-456-83420-9.
  - mit Rainer Banse und Franz Josef Neyer: 2., vollständig überarbeitete Auflage. Hogrefe, Bern 2017, ISBN 978-3-456-85617-9.
- Psychologie der Persönlichkeit. Springer, Berlin u. a. 1996, ISBN 3-540-61217-3.
  - mit Franz J. Neyer: 7., vollständig überarbeitete Auflage. Springer, Berlin u. a. 2024, ISBN 978-3-662-67384-3.
- (Hrsg.): Stability and change in development. A study of methodological reasoning. Sage, Newbury Park, CA u. a. 1992, ISBN 0-8039-3808-X (englisch).
- Die differentielle Sichtweise in der Psychologie. Hogrefe, Göttingen u. a. 1991, ISBN 3-8017-0358-4. (Habilitationsschrift Universität München [1991]).
- Soziale Gehemmtheit und ihre Entwicklung (= Lehr- und Forschungstexte Psychologie. Band 29). Springer, Berlin u. a. 1989, ISBN 3-540-51385-X.
- Keiner wie der andere. Wie Persönlichkeits-Unterschiede entstehen. Piper, München/Zürich 1988, ISBN 3-492-03132-3.
  - 2., durchgesehene und aktualisierte Auflage. Edition Wötzel, Dreieich 1999, ISBN 3-925831-45-2.
- Affektive Vigilanz, eine psychologische Untersuchung der defensiven Abwehr von Angst und Ärger unter besonderer Berücksichtigung nichtverbalen Affektausdrucks. Gießen 1981, DNB 820880663 (Dissertation Universität Gießen 1981).